# Karl Markwart
Karl Markwart (* 2. November 1866 in Güritz bei Grabow; † 23. Oktober 1935 in Grabow) war ein deutscher Landwirt und Politiker.

## Leben
Markwart war selbstständiger Landwirt als Erbpächter in Güritz bei Grabow. Im Dorf war er auch Gemeindevorsteher (Schulze). Er war Vorsitzender des Dorfbundes, für den er 1919 als Abgeordneter in den Verfassunggebenden Landtag von Mecklenburg-Schwerin einzog.